# Guinan
Guinan è un personaggio immaginario del franchise di fantascienza Star Trek. Interpretata dall'attrice Whoopi Goldberg, appare nelle serie televisive Star Trek: The Next Generation e Star Trek: Picard, oltre che nei film Generazioni (Star Trek: Generations, 1994) e Star Trek - La nemesi (Star Trek: Nemesis, 2002). Il personaggio è inoltre presente in alcuni videogiochi, romanzi e fumetti del franchise.
Guinan è una El-Auriana che gestisce il bar di prora delle astronavi USS Enterprise NCC-1701-D e USS Enterprise NCC-1701-E. È legata da una lunga amicizia con il Capitano Jean-Luc Picard, che, per tale motivo, l'ha invitata a lavorare sull'Enterprise.

## Storia del personaggio
Guinan proviene dal pianeta El-Auria. Il suo popolo, noto anche come "ascoltatori", è stato disperso nella galassia dall'invasione Borg del suo settore. Nel 2293 si è rifugiata a bordo del vascello el-auriano Lakul e, quando questo vascello è rimasto intrappolato nella stringa di energia Nexus, è stata salvata dall'Enterprise B. Successivamente, nel 2365, è stata imbarcata a bordo dell'Enterprise D e, nel 2379, è stata ospite al matrimonio tra William Riker e Deanna Troi.
La sua specie ha un'aspettativa di vita di gran lunga superiore a quella umana. Nel doppio episodio di Star Trek: The Next Generation Un mistero dal passato, si scopre che Guinan aveva già visitato la Terra nel XIX secolo e conosciuto Mark Twain. Guinan dimostra di avere dei poteri metafisici e di percepire il flusso del tempo in modo differente dal resto dell'equipaggio, sensibilità che la porta a intuire se vi sono alterazioni della linea del tempo. Q, pur essendo onnipotente, teme Guinan e quelli della sua specie, anche se non è mai stato spiegato il motivo.

## Sviluppo
Il nome del personaggio deriva da una famosa gestrice di saloon, Texas Guinan. Il personaggio di Guinan è stato scritto appositamente per l'attrice Whoopi Goldberg, che aveva espresso il desiderio di recitare nella serie The Next Generation. Guinan ha debuttato all'inizio della seconda stagione di The Next Generation, assieme alla dottoressa Katherine Pulaski.

## Interpreti
Guinan è stata interpretata dall'attrice statunitense Whoopi Goldberg nella serie televisiva Star Trek: The Next Generation, dove entra a partire dal primo episodio della seconda stagione Il bambino (The Child) nel 1988 e vi rimane fino al ventiduesimo episodio della sesta stagione Sospetti (Suspicions) nel 1993. Appare anche in due dei quattro film cinematografici con protagonista l'equipaggio di Star Trek: The Next Generation, Generazioni (Star Trek: Generations, 1994) e Star Trek - La nemesi (Star Trek: Nemesis, 2002). L'attrice presta inoltre la voce al personaggio nel videogioco Family Guy: The Quest for Stuff (2014).
Nell'episodio Giovani eroi (Rascals, 1992) della sesta stagione di The Next Generation, Guinan viene inoltre interpretata dall'attrice bambina Isis J. Jones, che la impersona quando, assieme a Jean-Luc Picard, Ro Laren e Keiko O'Brien, viene regredita allo stadio infantile da un guasto al teletrasporto causato da un'anomalia spaziale.
Nel 2022 il personaggio ritorna nella serie televisiva Star Trek: Picard, dove compare come adulta (sempre interpretata dalla Goldberg) negli episodi Guarda le stelle (The Star Gazer) e Addio (Farewell), mentre compare negli episodi L'osservatore (Watcher), Mostri (Monsters) e Pietà (Mercy) interpretata da Ito Aghayere, che la impersona giovane, nel 2024, quando Picard e i suoi compagni, a bordo dell'astronave La Sirena, compiono un viaggio nel tempo per ripristinare la linea temporale alterata da Q.
Nell'edizione italiana delle serie televisive e dei film, Guinan è stata doppiata da: Franca Lumachi (Star Trek: The Next Generation), Anna Rita Pasanisi (Generazioni), Rita Savagnone (Star Trek - La Nemesi), Sonia Scotti (Star Trek: Picard, anziana) e Rachele Paolelli (Star Trek: Picard, giovane).

## Filmografia

### Cinema
- Generazioni (Star Trek: Generations), regia di David Carson (1994)
- Star Trek - La nemesi (Star Trek: Nemesis), regia di Stuart Baird (2002)

### Televisione
- Star Trek: The Next Generation - serie TV, 28 episodi (1988-1993)
- Star Trek: Picard - serie TV, 5 episodi (2022)

## Libri (parziale)

### Romanzi
- (EN) Howard Weinstein, Power Hungry, collana Star Trek: The Next Generation, Pocket Books, 1989, ISBN 0671746480.
- Peter David, Vedetta, collana Star Trek: The Next Generation, Pocket Books, 1991, ISBN 0671741454.
- (EN) Michael Jan Friedman, Relics, collana Star Trek: The Next Generation, Pocket Books, 1992, ISBN 0671864769.
- (EN) John Vornholt, War Drums, collana Star Trek: The Next Generation, Titan Books, 1992, ISBN 1852864257.
- (EN) Michael Jan Friedman, All Good Things..., collana Star Trek: The Next Generation, Pocket Books, 1994, ISBN 0671500147.

### Fumetti
- (EN) Michael Jan Friedman, The Modala Imperative, collana Star Trek Graphic Novel Collection, DC Comics, 2001, ISBN 1563890402.

## Giochi

### Videogiochi
- Family Guy: The Quest for Stuff (2014)